# Carmela è una bambola
Carmela è una bambola è un film del 1958 diretto da Gianni Puccini. È stato l'ultimo film per Marisa Allasio. Il film é noto anche col titolo Carmela è una bambola - Mamma perché mi hai fatto così bello?.

## Trama
Carmela è la figlia di un ex guappo destinata a diventare moglie di un ragazzo gradito al padre. La ragazza però si innamora di un altro giovane e, sonnambula, va a fargli visita di notte.

## La canzone
Il film è tratto dalla canzone napoletana 'A sunnambula, composta l'anno prima da Gigi Pisano ed Eduardo Alfieri; il primo verso dalla canzone è proprio Carmela è na bambola, da cui è tratto anche lo stesso titolo del film.